# Pohořské vrchy
Pohořské vrchy jsou součástí geomorfologického celku Nízký Jeseník, jež leží na území Olomouckého a Moravskoslezského kraje. V Pohořských vrších, na katastru obce Pohoř pramení Kletenský potok, jež je součástí povodí Odry. Průměrná nadmořská výška je okolo 450 m. Území je součástí Oderských vrchů, které byly v roce 1994 vyhlášeny přírodním parkem o rozloze 287 km². Roste zde smíšený lesní porost, skládající se převážně z buků a smrků.